# Aeroportul Nero-Mer
Aeroportul Nero-Mer (IATA: BBV, ICAO: DIGN) este un aeroport din Coasta de Fildeș ce deservește zona Grand-Béréby.
Situat la o altitudine de 13 m, aeroportul dispune de o singură pistă.